# Brigada Alex Boncayao

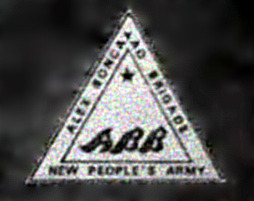
Logotipo da Brigada Alex Boncayao (na época parte do Novo Exército Popular)

A Brigada Alex Boncayao (em inglês:  Alex Boncayao Brigade, abreviada como ABB; também conhecida como Sparrow Unit) foi a unidade de assassinato urbano do Novo Exército Popular, o braço armado do Partido Comunista das Filipinas. Organizada em 1984, a unidade separou-se do Novo Exército Popular como consequência de uma divisão ideológica durante a década de 1990. Em 1997, a Brigada Alex Boncayao aliou-se ao Exército Revolucionário Proletário, o braço armado do Partido Revolucionário dos Trabalhadores.

## Histórico
A Brigada Alex Boncayao foi criada em maio de 1984 e recebeu o nome de um líder trabalhista morto pelas forças de segurança do governo filipino no ano anterior. A brigada tornou-se especialmente ativa após a saída do então presidente Ferdinand Marcos em consequência da Revolução do Poder Popular e durante o mandato da presidente Corazon Aquino.
Em 1993, Filemon Lagman e vários quadros do comitê regional Manila-Rizal do Partido Comunista das Filipinas (PCF) romperam com o grupo dominante, levando consigo a Brigada Alex Boncayao. Numa entrevista de 1993, Nilo Dela Cruz afirmou que a organização tinha 100 membros. Ele prosseguiu explicando que o grupo estava se esforçando para melhorar seu conhecimento sobre explosivos controlados remotamente.
Em 1994, Lagman foi preso na Cidade Quezon, prejudicando as atividades da Brigada. A própria ABB, liderada por Nilo dela Cruz, acabaria por se separar de Lagman em 1997, após uma rixa interna. Mais tarde, Lagman desistiria da luta armada e se tornaria um organizador sindical. Ele foi assassinado em 2000, supostamente por membros de seu antigo grupo revolucionário.
Nilo dela Cruz, usando o pseudônimo de "Sergio Romero", foi preso naquele mesmo ano em Bulacan depois de bater o carro enquanto era perseguido por agentes de inteligência do governo. Mais tarde seria revelado que Dela Cruz aliou a ABB ao Exército Proletário Revolucionário, formando o Exército Proletário Revolucionário – Brigada Alex Boncayao. Esta não foi a primeira vez que Dela Cruz foi preso ou utilizou um pseudônimo; na década de 1970 foi detido no Centro de Reabilitação Juvenil do Forte Bonifácio sob o pseudônimo de "Mario Saldaña". Ele se manteve discreto na época e sua verdadeira identidade nunca foi descoberta. Em 2003, foi relatado que Dela Cruz havia "passado das atividades terroristas como líder da ABB para a organização das forças de trabalho das Filipinas em sindicatos".

## Atividades
A Brigada Alex Boncayao é responsável pelo assassinato de quase 200 policiais de 1984 a 1993. Em 1984, a ABB assumiu a responsabilidade pelo assassinato do General de Polícia Tomas Karingal, Chefe do Departamento de Polícia da Cidade Quezon. Em 1989, eles assumiram a responsabilidade pelo assassinato do Coronel do Exército dos Estados Unidos James N. Rowe, que servia como conselheiro do Exército Filipino. Em 1996, a ABB também assumiu a responsabilidade pelo assassinato do tenente-coronel Rolando Abadilla, da Philippine Constabulary, ex-chefe do Metrocom Intelligence and Security Group durante a ditadura de Marcos. Como prova do feito, entregaram o relógio de pulso de Abadilla a um padre católico, Robert Reyes. Em 2000, o grupo assumiu a responsabilidade pelos ataques contra o Departamento de Energia em Manila e os escritórios da Shell Oil no centro das Filipinas em protesto contra o aumento dos preços do petróleo. Consequentemente, o governo dos Estados Unidos adicionou a ABB à sua Patriot Act Terrorist Exclusion List em 2001.
Os incidentes terroristas atribuídos à Brigada Alex Boncayao na Global Terrorism Database mostram que a maioria dos seus atos são ataques armados e assassinatos. Os atos restantes são bombardeamentos, explosões e ataques a instalações/infraestruturas. As armas escolhidas pela organização durante grande parte das ações cometidas foram o uso de armas de fogo e explosivos.
Ao longo destas atividades, a maior parte dos fundos do grupo veio da “extorsão e intimidação” de cidadãos ricos e empresários de sucesso. O grupo chamou estes fundos de “impostos revolucionários” ou “pagamentos de proteção”.

## Negociações de paz
Em 2000, Nilo dela Cruz da ABB e Arturo Tabara, líder do Exército Revolucionário Proletário, anunciaram a sua intenção de iniciar conversações de paz com o governo de Joseph Estrada; isso resultou em uma trégua com o exército filipino. Em 6 de dezembro de 2000, um acordo de paz foi assinado pela República das Filipinas e pela RPMP/RPA/ABB com base no desejo comum de uma solução pacífica do conflito armado. Isto, por sua vez, provocou uma condenação veemente de Filemon Lagman; em um comunicado à imprensa, ele rotulou Tabara e Dela Cruz de "canalhas disfarçados de revolucionários". Devido às negociações da Brigada com o governo, o Novo Exército Popular supostamente teve como alvo seu antigo parceiro. Em 2002, um “Documento de Esclarecimento” foi assinado e acordado em resposta às questões levantadas sobre o conteúdo do acordo de 2000. O acordo assinado é o modelo utilizado para as conversações de paz de 2019 entre o governo e as alas locais do CPP-NPA-NDF.